# Фрейзер, Уолт
Уолтер «Клайд» Фрейзер (англ. Walter "Clyde" Frazier; род. 29 марта 1945 года) — американский профессиональный баскетболист, выступавший в Национальной баскетбольной ассоциации за клубы «Нью-Йорк Никс» и «Кливленд Кавальерс». Он дважды становился чемпионом НБА вместе с «Никс» в 1970 и 1973 годах, а в 1987 году был в включён в Зал славы баскетбола. В 1996 включен в список 50 величайших игроков в истории НБА. По окончании карьеры игрока стал работать комментатором и в настоящее время комментирует игры «Никс» на канале MSG Network. В октябре 2021 года Фрейзер снова был отмечен как один из величайших игроков лиги всех времен, будучи включенным в команду, посвященную 75-летию НБА.

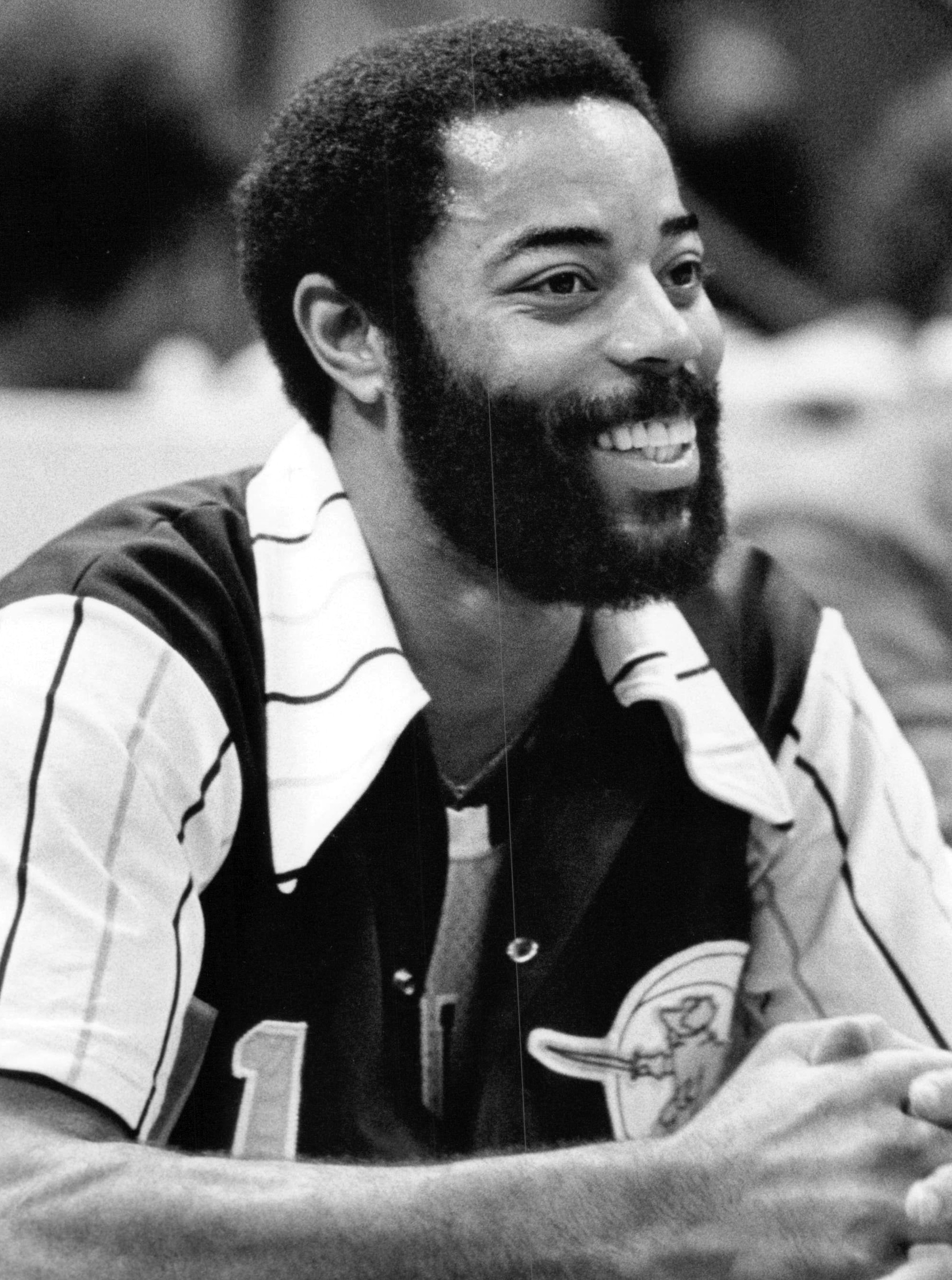
Уолт Фрейзер в 1977 году

## Средняя школа и университет
Он был старшим из девяти детей. Фрейзер учился в средней школе Дэвида Тобиаса Ховарда в Атланте. Он был квотербеком в футбольной команде и играл кетчером в бейсбольной команде. Он учился играть в баскетбол на грунтовой игровой площадке, единственной площадке, имевшейся в его полностью черной школе на расово сегрегированном Юге 1950-х годов. Разные университеты предлагали ему стипендии за его футбольные навыки, но Фрейзер принял предложение по баскетболу от Университета Южного Иллинойса (SIU), заявив, что «там не было черных квотербеков, поэтому я играл в баскетбол».
В 1967 году Университет Южного Иллинойса перешел из второго дивизиона Национальной ассоциации студенческого спорта (NCAA) в первый дивизион, и Фрейзер с SIU выиграл Национальный пригласительный турнир, победив в финале Университет Маркетт (MU) со счетом 71-56 в последнем баскетбольном матче колледжа, сыгранном в старом Мэдисон-Сквер-Гарден в Нью-Йорке. Фрейзер был признан MVP турнира 1967 года с 21 очком, 11 подборами и 5 результативными передачами.

## Профессиональная карьера

### Нью-Йорк Никс (1967—1977)
«Нью-Йорк Никс» выбрали Фрейзера под пятым номером драфта 1967 года. Во время своего первого сезона в «Никс» он получил прозвище «Клайд», потому что носил шляпу-федора, похожую на шляпу Уоррена Битти, сыгравшего Клайда Барроу в фильме 1967 года «Бонни и Клайд».
Игра второй год за «Никс» Фрейзер набирал 17,5 очка, 7,9 передачи и 6,2 подбора в среднем за игру, что сделало его одним из самых лучших игроков лиги. 30 октября 1969 года Фрейзер набрал 43 очка, 9 подборов и 5 передач, одержав победу над «Хьюстон Рокетс» со счетом 123—110. В сезоне 1969/70 Фрейзер участвовал в Матче всех звёзд Национальной баскетбольной ассоциации (НБА).
«Никс» вышли в финал НБА 1970 года благодаря отличной игре Фрейзера и его товарища по команде Уиллиса Рида. Однако в пятой игре Рид получил болезненную травму ноги. Без Рида шансы «Никс» на победу в чемпионате были невелики. Однако Рид вернулся в серию, сыграв первые две минуты седьмой игры и набрав первые два очка, после чего прихрамывая сел на скамейку запасных. После того, как Рид ушел с площадки, Фрейзер продемонстрировал одно из лучших выступлений в истории плей-офф НБА, набрав 36 очков, семь подборов, 19 передач и шесть перехватов, благодаря чему «Нью-Йорк Никс» одержали победу. ESPN назвал этот матч одним из семи лучших, когда-либо сыгранных.
«Никс» не смогли стать чемпионами в 1971 году, уступив «Балтимор Буллетс» и их звездному защитнику Эрлу Монро во втором раунде плей-офф, несмотря на то, что Фрейзер набирал 20,4 очка за игру во второй серии.
«Никс» вернулись в финал НБА в 1972 году, но проиграли «Лос-Анджелес Лейкерс».
Повторить достижения 1970 года «Никс» смогли в 1973 году, уже после подписания Джерри Лукаса и Эрла Монро. «Никс» обыграли «Лейкерс» в серии из пяти игр.

### Кливленд Кавальерс (1977—1979)
Фрейзера обменяли в «Кливленд Кавальерс» после сезона 1976/77 на более молодого Джима Климонса. Обмен ошеломил мир НБА, так как многие были в ярости из-за того, что «Нью-Йорк» был готов отпустить, возможно, величайшего игрока в истории франшизы. За три сезона в составе «Кавальерс» он сыграл всего 66 матчей. Он окончил карьеру в середине сезона 1979/80, сыграв всего 3 игры и набрав в среднем 3,3 очка и 2,7 передачи.

## Статистика

### Статистика в НБА
| Сезон                                                                                    | Команда  | Регулярный сезон | Регулярный сезон | Регулярный сезон | Регулярный сезон | Регулярный сезон | Регулярный сезон | Регулярный сезон | Регулярный сезон | Регулярный сезон | Регулярный сезон | Регулярный сезон | Серия плей-офф | Серия плей-офф | Серия плей-офф | Серия плей-офф | Серия плей-офф | Серия плей-офф | Серия плей-офф | Серия плей-офф | Серия плей-офф | Серия плей-офф | Серия плей-офф |
| Сезон                                                                                    | Команда  | GP               | GS               | MPG              | FG%              | 3P%              | FT%              | RPG              | APG              | SPG              | BPG              | PPG              | GP             | GS             | MPG            | FG%            | 3P%            | FT%            | RPG            | APG            | SPG            | BPG            | PPG            |
| ---------------------------------------------------------------------------------------- | -------- | ---------------- | ---------------- | ---------------- | ---------------- | ---------------- | ---------------- | ---------------- | ---------------- | ---------------- | ---------------- | ---------------- | -------------- | -------------- | -------------- | -------------- | -------------- | -------------- | -------------- | -------------- | -------------- | -------------- | -------------- |
| 1967/68                                                                                  | Нью-Йорк | 74               |                  | 21,5             | 45,1             |                  | 65,5             | 4,2              | 4,1              |                  |                  | 9,0              | 4              |                | 29,8           | 36,4           |                | 77,8           | 5,5            | 6,3            |                |                | 9,5            |
| 1968/69                                                                                  | Нью-Йорк | 80               |                  | 36,9             | 50,5             |                  | 74,6             | 6,2              | 7,9              |                  |                  | 17,5             | 10             |                | 41,5           | 50,3           |                | 59,6           | 7,4            | 9,1            |                |                | 21,2           |
| 1969/70                                                                                  | Нью-Йорк | 77               |                  | 39,5             | 51,8             |                  | 74,8             | 6,0              | 8,2              |                  |                  | 20,9             | 19             |                | 43,9           | 47,8           |                | 76,4           | 7,8            | 8,2            |                |                | 16,0           |
| 1970/71                                                                                  | Нью-Йорк | 80               |                  | 43,2             | 49,4             |                  | 77,9             | 6,8              | 6,7              |                  |                  | 21,7             | 12             |                | 41,8           | 52,9           |                | 73,3           | 5,8            | 4,5            |                |                | 22,6           |
| 1971/72                                                                                  | Нью-Йорк | 77               |                  | 40,6             | 51,2             |                  | 80,8             | 6,7              | 5,8              |                  |                  | 23,2             | 16             |                | 44,0           | 53,6           |                | 73,6           | 7,0            | 6,1            |                |                | 24,3           |
| 1972/73                                                                                  | Нью-Йорк | 78               |                  | 40,8             | 49,0             |                  | 81,7             | 7,3              | 5,9              |                  |                  | 21,1             | 17             |                | 45,0           | 51,4           |                | 77,7           | 7,3            | 6,2            |                |                | 21,9           |
| 1973/74                                                                                  | Нью-Йорк | 80               |                  | 41,7             | 47,2             |                  | 83,8             | 6,7              | 6,9              | 2,0              | 0,2              | 20,5             | 12             |                | 40,9           | 50,2           |                | 89,8           | 7,9            | 4,0            | 1,8            | 0,3            | 22,5           |
| 1974/75                                                                                  | Нью-Йорк | 78               |                  | 41,1             | 48,3             |                  | 82,8             | 6,0              | 6,1              | 2,4              | 0,2              | 21,5             | 3              |                | 41,3           | 63,0           |                | 81,3           | 6,7            | 7,0            | 3,7            | 0,0            | 23,7           |
| 1975/76                                                                                  | Нью-Йорк | 59               |                  | 41,1             | 48,5             |                  | 82,3             | 6,8              | 5,9              | 1,8              | 0,2              | 19,1             | Не участвовал  | Не участвовал  | Не участвовал  | Не участвовал  | Не участвовал  | Не участвовал  | Не участвовал  | Не участвовал  | Не участвовал  | Не участвовал  | Не участвовал  |
| 1976/77                                                                                  | Нью-Йорк | 76               |                  | 35,4             | 48,9             |                  | 77,1             | 3,9              | 5,3              | 1,7              | 0,1              | 17,4             | Не участвовал  | Не участвовал  | Не участвовал  | Не участвовал  | Не участвовал  | Не участвовал  | Не участвовал  | Не участвовал  | Не участвовал  | Не участвовал  | Не участвовал  |
| 1977/78                                                                                  | Кливленд | 51               |                  | 32,6             | 47,1             |                  | 85,0             | 4,1              | 4,1              | 1,5              | 0,3              | 16,2             | Не участвовал  | Не участвовал  | Не участвовал  | Не участвовал  | Не участвовал  | Не участвовал  | Не участвовал  | Не участвовал  | Не участвовал  | Не участвовал  | Не участвовал  |
| 1978/79                                                                                  | Кливленд | 12               |                  | 23,3             | 44,3             |                  | 77,8             | 1,7              | 2,7              | 1,1              | 0,2              | 10,8             | Не участвовал  | Не участвовал  | Не участвовал  | Не участвовал  | Не участвовал  | Не участвовал  | Не участвовал  | Не участвовал  | Не участвовал  | Не участвовал  | Не участвовал  |
| 1979/80                                                                                  | Кливленд | 3                |                  | 9,0              | 36,4             | 0,0              | 100,0            | 1,0              | 2,7              | 0,7              | 0,3              | 3,3              | Не участвовал  | Не участвовал  | Не участвовал  | Не участвовал  | Не участвовал  | Не участвовал  | Не участвовал  | Не участвовал  | Не участвовал  | Не участвовал  | Не участвовал  |
|                                                                                          | Всего    | 825              |                  | 37,5             | 49,0             | 0,0              | 78,6             | 5,9              | 6,1              | 1,9              | 0,2              | 18,9             | 93             |                | 42,5           | 51,1           |                | 75,1           | 7,2            | 6,4            | 2,1            | 0,3            | 20,7           |
| Наведите курсор мыши на аббревиатуры в заголовке таблицы, чтобы прочесть их расшифровку. |          |                  |                  |                  |                  |                  |                  |                  |                  |                  |                  |                  |                |                |                |                |                |                |                |                |                |                |                |

### Статистика в NCAA
| Сезон | Команда          | Conf  | Class | GP | GS | MPG | FG%  | 3P% | FT%  | RPG  | APG | SPG | BPG | PPG  |
| --- | ---------------- | ----- | ----- | -- | -- | --- | ---- | --- | ---- | ---- | --- | --- | --- | ---- |
| 1966/67 | Саузерн Иллинойс | Ind   | JR    | 26 |    |     | 48,4 |     | 71,4 | 11,9 |     |     |     | 18,2 |
| Всего | Всего            | Всего | Всего | 26 |    |     | 48,4 |     | 71,4 | 11,9 |     |     |     | 18,2 |
| Наведите курсор мыши на аббревиатуры в заголовке таблицы, чтобы прочесть их расшифровку Статистика приведена с сайта sports-reference.com |                  |       |       |    |    |     |      |     |      |      |     |     |     |      |